# Port-Sainte-Foy-et-Ponchapt
Port-Sainte-Foy-et-Ponchapt is een gemeente in het Franse departement Dordogne (regio Nouvelle-Aquitaine). De plaats maakt deel uit van het arrondissement Bergerac. Port-Sainte-Foy-et-Ponchapt telde op 1 januari 2022 2.515 inwoners.

## Geografie
De oppervlakte van Port-Sainte-Foy-et-Ponchapt bedraagt 18,32 km², de bevolkingsdichtheid is 135 inwoners per km² (per 1 januari 2019).
De onderstaande kaart toont de ligging van Port-Sainte-Foy-et-Ponchapt met de belangrijkste infrastructuur en aangrenzende gemeenten.

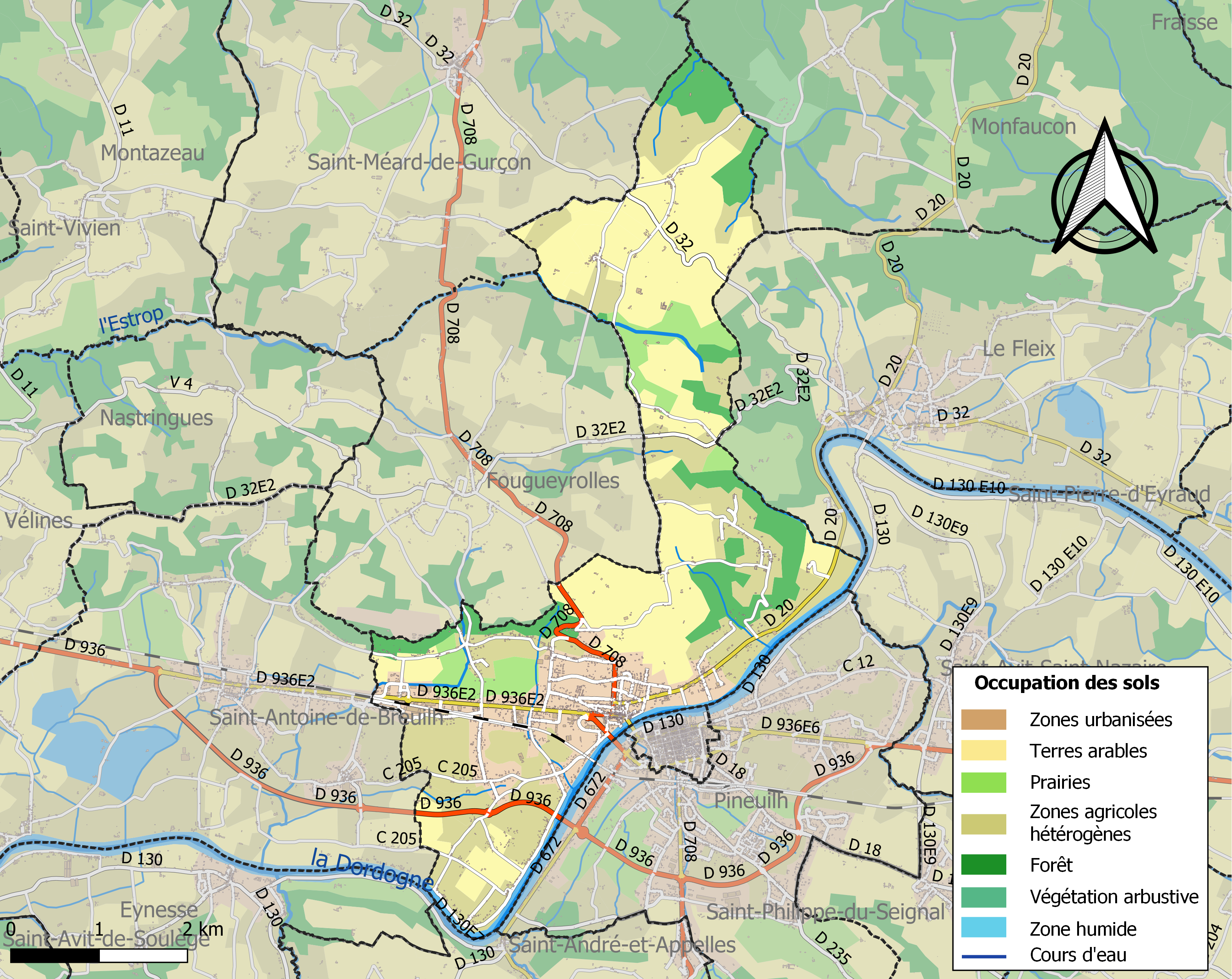

## Demografie
Onderstaande figuur toont het verloop van het inwonertal (bron: INSEE-tellingen).